# Ференц Деак (політик)
Ференц Деак (угор. Deák Ferenc; 17 жовтня 1803, Шейтер — 28 грудня 1876, Будапешт) — угорський політичний діяч. Батько Австро-угорської угоди 1867 року.

## Життєпис
Був шостою дитиною в родині Ференца Деака-старшого і Ержебет Шібрік. Мати Деака померла при пологах, і до 1808 хлопчик виховувався у свого дядька Йожефа Деака в Залатарноке, а потім за виховання молодшого брата взялися його старші брат і сестри — Антал, Йозефа і Клара.
У 1817 вступив до Королівської академії наук в Дьйорі. У 1817-1819 навчався на філософському факультеті, самостійно вивчав історію права і конституції. Дворічну юридичну практику проходив в Будапешті. У 1823 отримав диплом юриста.
У 1839 обраний в члени Угорської академії наук, а в 1855 став її президентом.
У 1824-1832 працював адвокатом в комітаті Зала і секретарем комітету у справах сиріт. У 1833 Деак змінив свого брата Антала на посаді представника угорського сейму в Братиславі і приєднався до опозиції. Він захищав права селян, боровся за свободу слова і віросповідання та скасування смертної кари. Його методи пасивної боротьби, на думку Джавахарлала Неру, слугували прикладом для подальших національних рухів Ірландії та Індії.
Йому вдалося згуртувати опозиційні кола в Партію Деака і встати в її чолі. У 1848 в першому угорському уряді Лайоша Бат'яні Деак отримав портфель міністра юстиції.
Коли революція переросла в визвольний рух, Деак намагався бути посередником в переговорах між угорським урядом і Віднем. Зазнавши невдачі в цих переговорах, Деак поїхав в свій маєток в Кехідакустані. Після розгрому революції Деак закликав вести політику пасивного опору Габсбургам. У 1854 він продав свій маєток і переїхав в Будапешт.
15 квітня 1865 в газеті «Pesti Napló» була опублікована відома стаття Деака, що поклала початок переговорам про укладення Австро-угорської угоди.
Після 1867 зіграв значну роль в підготовці цивільного кодексу, а потім відійшов від активної політичної діяльності.

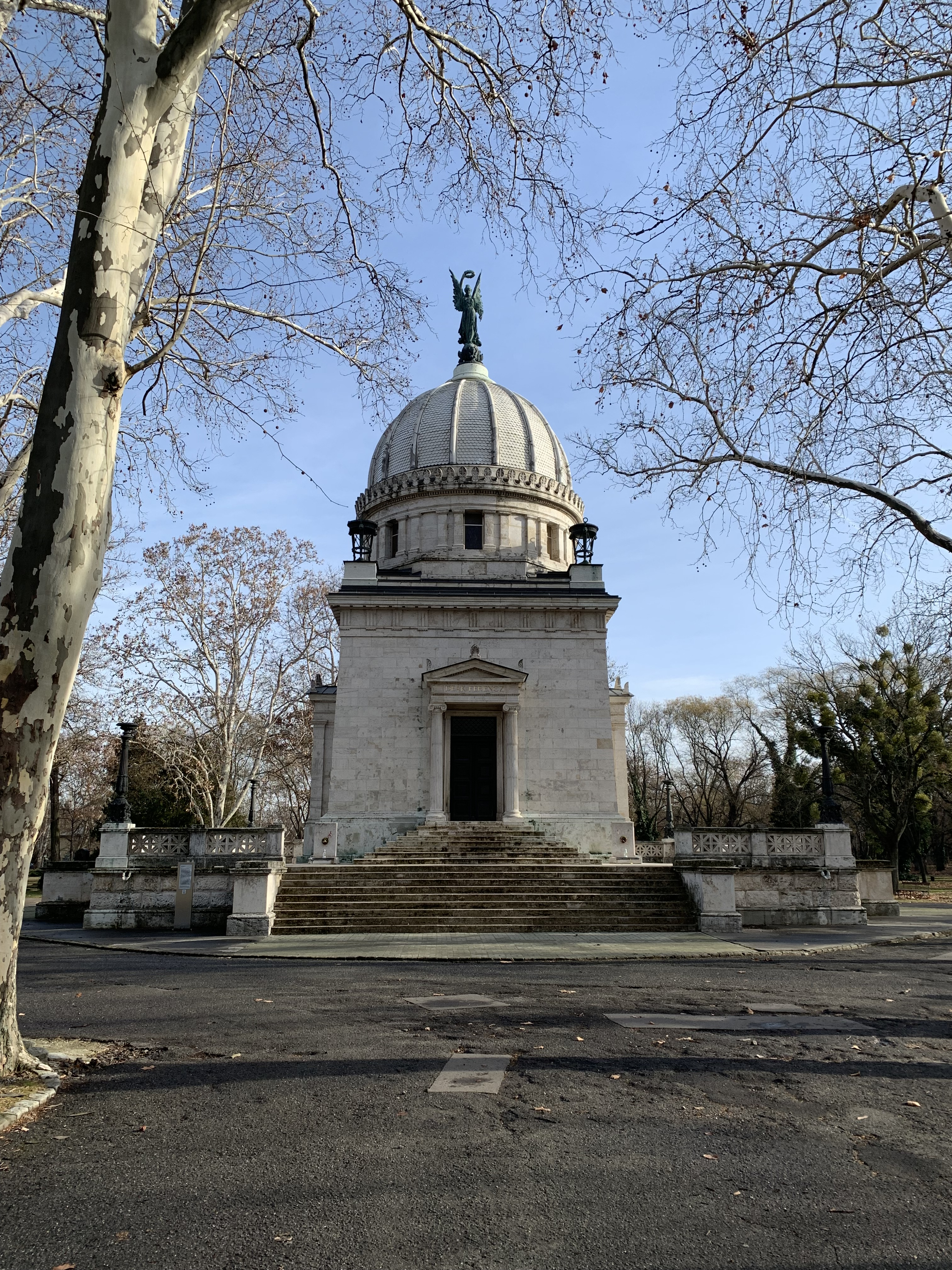
Мавзолей Ференца Деака на кладовищі Керепеші,Будапешт.

Помер 28 січня 1876 від хвороби серця і був похований на кладовищі Керепеші.
Ім'я Ференца Деака носить одна з центральних площ угорської столиці. Під нею міститься вузлова станція будапештського метрополітену.